# Zgorzel Fourniera
Zgorzel Fourniera (ang. Fournier gangrene) – rodzaj martwiczego zakażenia (zgorzel), które najczęściej obejmuje skórę i tkankę podskórną moszny. Jeden z rodzajów martwiczego zapalenia powięzi.

## Historia
Zgorzel Fourniera została po raz pierwszy opisana w 1764 przez Baurienne’a, a jej nazwa pochodzi od francuskiego wenerologa Jeana-Alfreda Fourniera, który w 1883 zaprezentował w swoich wykładach 5 przypadków.
Niektórzy historycy uważają, że zgorzel Fourniera była przyczyną śmierci Heroda Wielkiego.

## Etiologia
W większości przypadków zgorzel Fourniera jest wywoływana przez mieszaną florę aerobową i anaerobową.
Następujące schorzenia mogą predysponować do rozwoju zgorzeli Fourniera:
- cukrzyca (najczęstszy czynnik)
- otyłość
- zaburzenia krążenia w obrębie miednicy małej
- nowotwory
- immunosupresja
- przewlekłe stosowanie kortykosteroidów
- alkoholizm
- narkomania[4].

Najczęstszymi czynnikami etiologicznymi są:
- paciorkowce
- gronkowiec
- bakterie beztlenowe
- bakterie z rodziny Enterobacteriaceae
- grzyby

## Zapadalność
Od 1996 doniesiono w literaturze o 600 przypadkach zgorzeli Fourniera. Chorowały najczęściej osoby w 6. i 7. dekadzie życia ze współistniejącymi innymi chorobami. Jednakże zgorzel Fourniera nie podlega zgłoszeniom i nie występuje aż tak rzadko, zwłaszcza u chorych z cukrzycą. Sporadycznie opisywano analogiczne zakażenie u kobiet.
W Turcji 46% pacjentów ze zgorzelą miało cukrzycę, podczas gdy w innych badaniach wykazano, że jedna trzecia pacjentów miała cukrzycę, była niedożywiona lub uzależniona od alkoholu, a 10% było poddanych immunosupresji (chemoterapia, sterydy, nowotwory).

## Objawy i przebieg
Początkowo występuje ból i obrzęk skóry moszny. Następnie dochodzi do rozszerzenia się procesu chorobowego na prącie, okolicę odbytu oraz powłoki brzuszne. Zajęte tkanki ulegają martwicy, występuje nieprzyjemny zapach ze zmienionych chorobowo miejsc oraz toksemia. Chorobie towarzyszyć mogą oznaki sepsy, obniżone ciśnienie, tachykardia, gorączka i przyspieszony oddech.

## Leczenie
Zgorzel Fourniera jest problemem urologicznym wymagającym szybkiego podania antybiotyków dożylnie oraz chirurgicznego usunięcia tkanki martwiczej. Pomimo takiego postępowania, całkowita śmiertelność wynosi między 40% a 78%, jeśli przy przyjęciu są obecne cechy sepsy.

## Klasyfikacja ICD10
| kod ICD10     | nazwa choroby                                                 |
| ------------- | ------------------------------------------------------------- |
| ICD-10: N49.8 | Choroby zapalne innych określonych męskich narządów płciowych |
| ICD-10: N76.8 | Inne określone stany zapalne pochwy i sromu                   |